# Constantin Lieb
Constantin Lieb (* 1987 in Lichtenfels) ist ein deutscher Autor, Dramaturg und Filmemacher.

## Leben
Constantin Lieb studierte Philosophie, Deutsche Literatur und Angewandte Literaturwissenschaft an der Humboldt-Universität, sowie Freien Universität in Berlin.
2008 gehörte er mit Felix von Boehm zu den Herausgebern des cinephilen Online-Magazins cine-fils.com.
2011 arbeitete er im Übersetzungsteam von Gerhard Falkner und Nora Matocza bei der Übertragung des Romans Only Revolutions von Mark Z. Danielewski ins Deutsche. 2012 inszenierte Lieb mit Felix von Boehm das Projekt Pergamon Poems für die Staatlichen Museen zu Berlin, bei dem Falkner Gedichte über den Pergamonaltar verfasste, die von Schauspielerinnen der Schaubühne am Lehniner Platz in Kurzfilmen rezitiert wurden. Der dazugehörige Gedichtband erschien bei kookbooks Berlin. 2016 organisierte er die wissenschaftliche Tagung „Materie Poesie: zum Werk Gerhard Falkners“ im Literaturforum im Brecht-Haus und kuratierte eine dazugehörige Ausstellung von Künstlerbüchern im Literaturhaus Berlin. 2017 gab er gemeinsam mit Manfred Rothenberger unter dem Titel Bekennerschreiben Falkners gesammelte Essays, Reden und Interviews heraus.
2014/2015 war er Stipendiat der Drehbuchwerkstatt München.
Zusammen mit Detlev Buck und Cüneyt Kaya schrieb er das Drehbuch zum Kinofilm Asphaltgorillas (2018), der auf der Kurzgeschichte Der Schlüssel von Ferdinand von Schirach beruht und auf dem Filmfest München Premiere feierte.
2019/2020 war er Head-Autor der TV-Serie Eden, die von Regisseur Dominik Moll für SWR, Arte, Arte France und ARD Degeto inszeniert wurde und fiktionalisierte Geschichten der europäischen Flüchtlingskrise erzählt. 2020 wurde er dafür mit dem Grimme-Preis ausgezeichnet.
Gemeinsam mit Dominik Graf adaptierte er Erich Kästners Roman Fabian für das Kino. Der Film Fabian oder Der Gang vor die Hunde feierte im Wettbewerb der Berlinale 2021 Premiere und erhielt begeisterte Kritiken. Beim Deutschen Filmpreis 2021 erhielt Lieb eine Nominierung für das Beste Drehbuch.
Im Jahr 2023 kam der Film Jeder schreibt für sich allein unter der Regie von Dominik Graf und Felix von Boehm in die Kinos, eine essayistische Verfilmung des gleichnamigen Sachbuchs von Anatol Regnier, bei der Lieb als Co-Autor mitwirkte. Beim Filmfest Hamburg 2023 hatte der TV-Film Die Flut – Tod am Deich Premiere, zu dem er mit Daniela Baumgärtl das Drehbuch auf Basis von Theodor Storms Der Schimmelreiter und des Romans Hauke Haiens Tod von Robert Habeck und Andrea Paluch schrieb.
2023 erschien die achtteilige Serie German Genius, ein Meta-Remake der britischen Serie Extras von Ricky Gervais, zu der er mit Seraina Nyikos, Cüneyt Kaya und Detlev Buck die Drehbücher schrieb.
Lieb ist Mitglied der Deutschen Filmakademie und moderiert gemeinsam mit Heide Schwochow Filmskript, den Podcast der Deutschen Filmakademie über das Drehbuchschreiben.
2024 erhielt er ein Stipendium der Villa Aurora, Los Angeles.
Bei der 75. Berlinale 2025 eröffnete der Kinofilm Welcome Home Baby, den er mit Andreas Prochaska und Daniela Baumgärtl schrieb, die Sektion Panorama.

## Filmographie (Auswahl)
- 2018: Asphaltgorillas (Kinofilm, Regie: Detlev Buck)
- 2019: Eden (Fernsehserie, 6 Folgen, Regie: Dominik Moll)
- 2019: Alte Bande (Fernsehfilm, Regie: Dirk Kummer & Kaspar Heidelbach)
- 2019: Geraubte Kunst – Jüdische Sammlungen im Nationalsozialismus (TV-Dokumentation ZDF, Co-Regie mit Felix von Boehm)
- 2021: Fabian oder Der Gang vor die Hunde (Kinofilm, Regie: Dominik Graf)
- 2022: Piet & Mondrian (Experimentalfilm für die Fondation Beyeler,[18] Regie: Lars Kraume)
- 2023: German Genius (Fernsehserie, 8 Folgen, Regie: Cüneyt Kaya & Detlev Buck)
- 2023: Jeder schreibt für sich allein (Kino-Dokumentarfilm, Regie: Dominik Graf & Felix von Boehm)
- 2023: Die Flut – Tod am Deich (Fernsehfilm, Regie: Andreas Prochaska)

## Preise und Auszeichnungen
- 2014: Drehbuchwerkstatt München Stipendium
- 2019: Premio Ondas 2019, Beste internationale Serie Auszeichnung für Eden
- 2020: Grimme Preis, Auszeichnung für Eden
- 2020: Nominierung Prix Europa TV Iris für Eden
- 2021: Dunav Film Fest Bestes Drehbuch, Auszeichnung für Fabian oder Der Gang vor die Hunde
- 2021: Nominierung Deutscher Filmpreis Bestes Drehbuch für Fabian oder Der Gang vor die Hunde
- 2024: Villa Aurora Stipendium, Los Angeles.
- 2024: Nominierung Grimme Preis für German Genius